# Jesionik
Jesionik (cz. Jeseník, do 1947 Frývaldov, niem. Freiwaldau, pol. dawniej Frywałdów, Frywałd) – miasto w Czechach, w kraju ołomunieckim, leżące w Górach Opawskich (cz. Zlatohorská vrchovina), na pograniczu Wysokiego Jesionika (cz. Hrubý Jeseník) i Gór Złotych (cz. Rychlebské hory). Jesionik położony jest na Czeskim Śląsku, a historycznie na Dolnym Śląsku. Według danych z 1 stycznia 2015 powierzchnia miasta wynosiła 3823 ha, a liczba jego mieszkańców 11 524 osób.

## Historia
Pierwsza wzmianka o Jesioniku pochodzi z 1267, z czasów kolonizacji kraju. Już z tego okresu pochodzą informacje o poszukiwaniach górniczych rud metali. W źródłach łacińskich miasto figuruje jako Vriwald, w niemieckich jako Freiwalda.
W przeszłości Jesionik był największym miastem biskupiego księstwa nyskiego, leżącym na obecnych terenach czeskich. W czasach późniejszych rozwój miasta i okolicy związany był przede wszystkim z pierwszym na świecie zakładem wodoleczniczym, który został założony przez Vincenza Priessnitza. Stąd pochodzi czeska nazwa uzdrowiska – Priessnitzovy lázně (oficjalnie Lázně Jeseník, niem. Bad Gräfenberg), a główny pawilon nosi nazwę Priessnitzovo sanatorium. Nazwa drugiego sanatorium (pawilonu) Ripper pochodzi od nazwiska zięcia Priessnitza, który miał duży wpływ na rozwój uzdrowiska. Pawilon dziecięcy – Karolina nosi imię córeczki Priessnitza, której nie udało się wyleczyć i zmarła, kiedy miała 3 lata. Najdłuższy pawilon nazywa się Bezruč, a kolejny – Maryčka.
W 1888 miasto uzyskało połączenie kolejowe z Hanušovicami do Głuchołaz – budowa wymagała skomplikowanych rozwiązań technicznych ze względu na duże różnice wysokości na trasie biegnącej przez Przełęcz Ramzovską (cz. Ramzovské sedlo) (początkowo planowano tunel pod Červenohorskim sedlem, ale zarzucono go z powodów finansowych).
7 sierpnia 1901 odsłonięto tzw. Polski pomnik, będący wyrazem wdzięczności kuracjuszy narodowości polskiej. Podobne upamiętnienia pozostawili po sobie Anglicy, Grecy, Rumuni, Czesi, Francuzi i Rosjanie. Sam obelisk postawiono już w 1894, ale dopiero w 1900 zezwolono na przyozdobienie go wizerunkiem orła. Już wcześniej, w 1869, jednemu ze źródeł nadano nazwę „Polskiego”. W 2005 poddano je renowacji.
Do 1918 Jesionik był miastem zamieszkałym niemal wyłącznie przez Niemców – spis z 1910 wykazał, że dla 99,5% był on językiem ojczystym. Wśród wyznań 95,5% stanowili rzymscy katolicy. W 1930 spis wykazał 8959 Niemców oraz 1281 Czechów i Słowaków;
- 9816 rzymskich katolików,
- 301 ewangelików,
- 121 husytów,
- 82 starokatolików,
- 11 prawosławnych,
- 98 żydów,
- 146 bez wyznania.

Według spisu w 2001 w mieście mieszkało:
- 11206 Czechów,
- 451 Morawian,
- 366 Słowaków,
- 136 Niemców,
- 39 Ślązaków,
- 29 Polaków,
- 28 Romów

i po kilkanaście osób innych narodowości. Podział religijny wyglądał następująco:
- 2471 rzymskich katolików,
- 142 ewangelików,
- 68 husytów,
- 36 prawosławnych,
- 19 Świadków Jehowy,
- 8728 bez wyznania,
- 869 nie podało.

W 2017 na rynku w Jeseniku postawiono 4-tonową figurę św. Jana Nepomucena ze śląskiego granitu. W okresie CSRS została ona przestawiona pod kościół Wniebowzięcia NMP.
Inną atrakcją miasta jest ogród ziołowy do aromaterapii.

## Znane postacie związane z Jesionikiem
- Karl Ditters von Dittersdorf, kompozytor, starosta Jesionika,
- Vincent Priessnitz, twórca hydroterapii, założyciel uzdrowiska w Jesioniku,
- Nikołaj Gogol, pisarz, kuracjusz
- Károl Khuen-Héderváry, ban Chorwacji i premier Węgier

### Znani Polacy związani z Jesionikiem
- Wincenty Krasiński, generał, kuracjusz,
- Zygmunt Krasiński, pisarz, kuracjusz.

## Podział administracyjny
Miasto (gmina) dzieli się na następujące części:
- Bukovice
- Dětřichov
- Jesionik

## Demografia
| Rok             | 1970 | 1980   | 1991   | 2001   | 2003   | 2015   |
| --------------- | ---- | ------ | ------ | ------ | ------ | ------ |
| Liczba ludności | 9957 | 12 342 | 13 039 | 12 700 | 12 457 | 11 524 |

Źródło: Czeski Urząd Statystyczny

## Religia
- Kościół Rzymskokatolicki – parafia Wniebowzięcia Panny Marii (dekanat Jesionik)
- Ewangelicki Kościół Czeskobraterski (Morawskośląski Seniorat)
- Czechosłowacki Kościół Husycki
- Kościół Prawosławny Czech i Słowacji
- Kościół Adwentystów Dnia Siódmego

## Miasta partnerskie
- Nysa
- Neuburg an der Donau
- Głuchołazy

## Turystyka
Oddział PTTK „Sudetów Wschodnich” w Prudniku przyznaje Kolarską Odznakę Turystyczną w „Królestwie Pradziada” za odwiedzenie m.in. Jesionika.

## Galeria

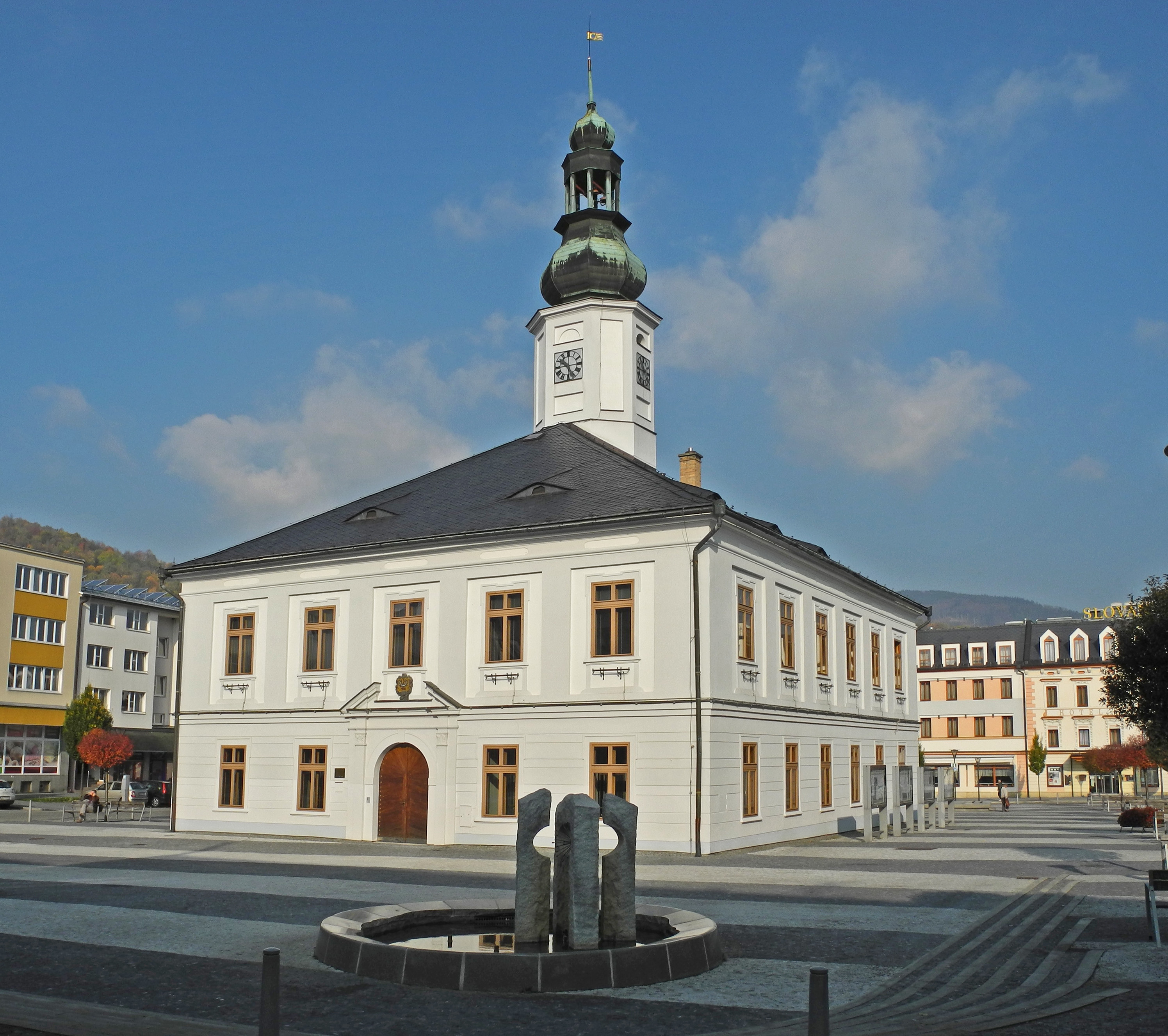
Ratusz (2017)
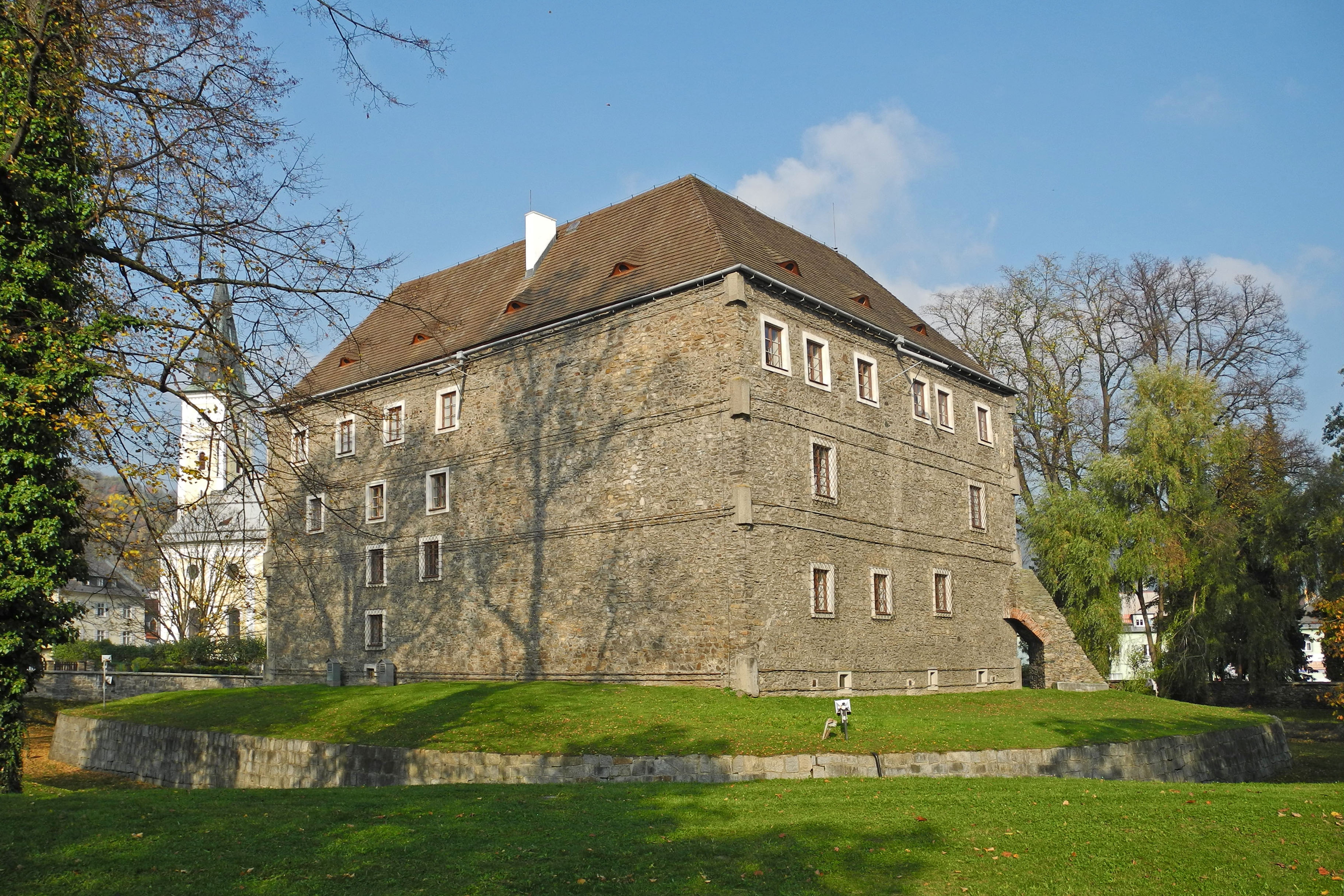
Twierdza Wodna (2017)
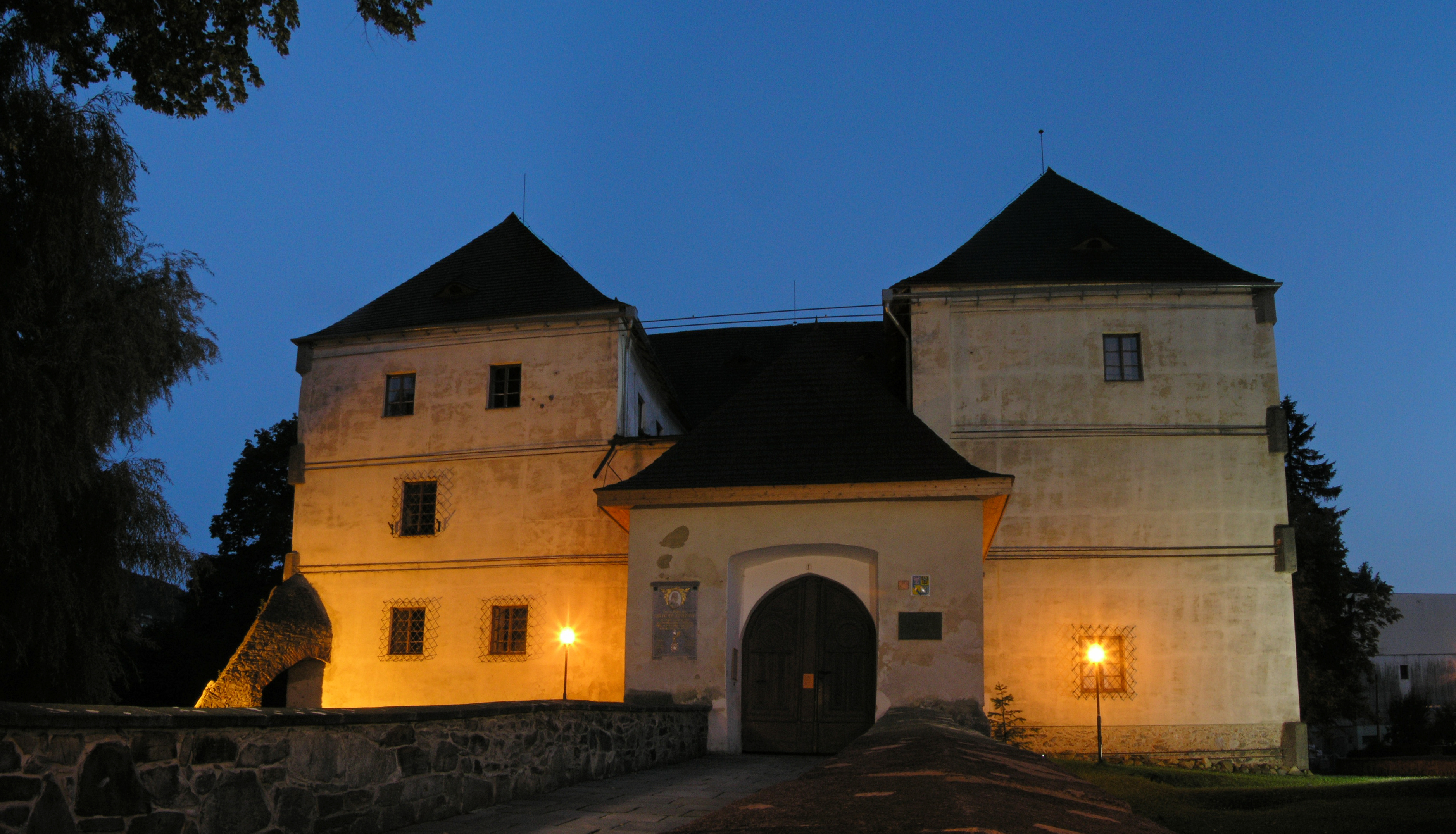
Twierdza Wodna (2013)
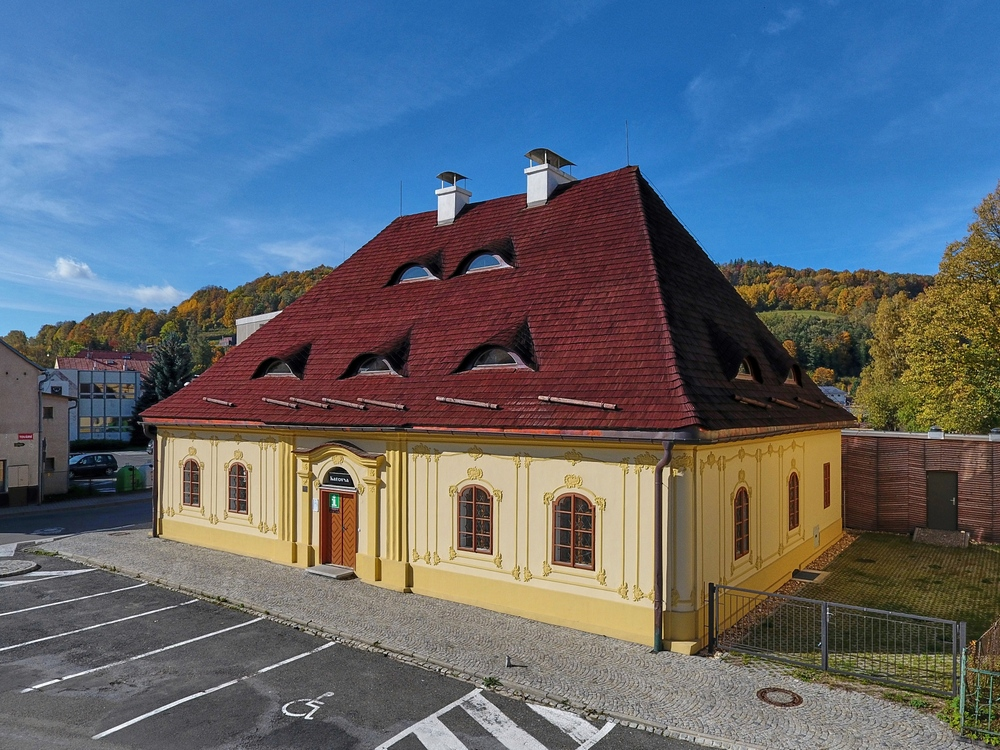
„Dom kata” (2017)
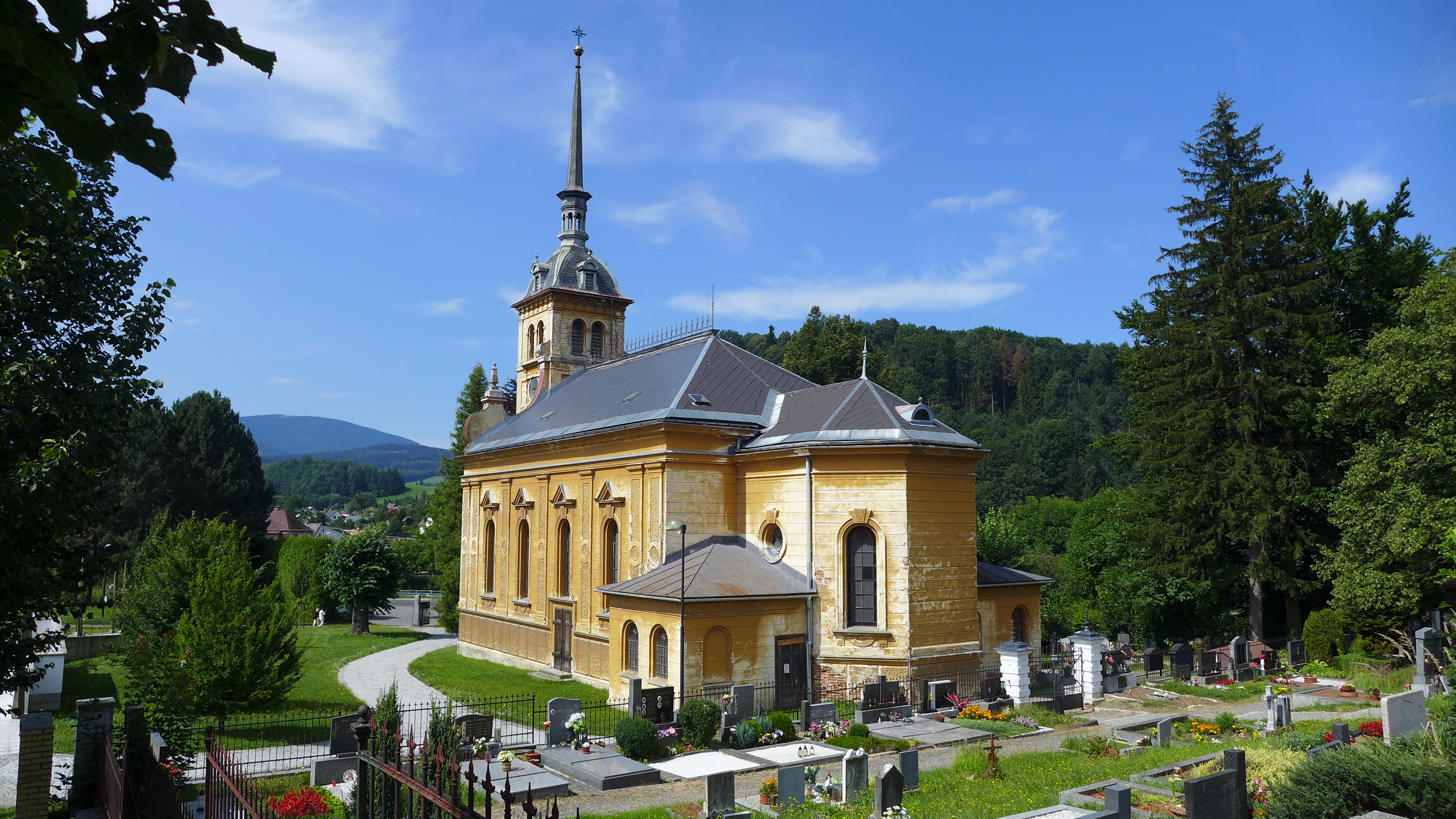
Kościół św. Jerzego (2017)
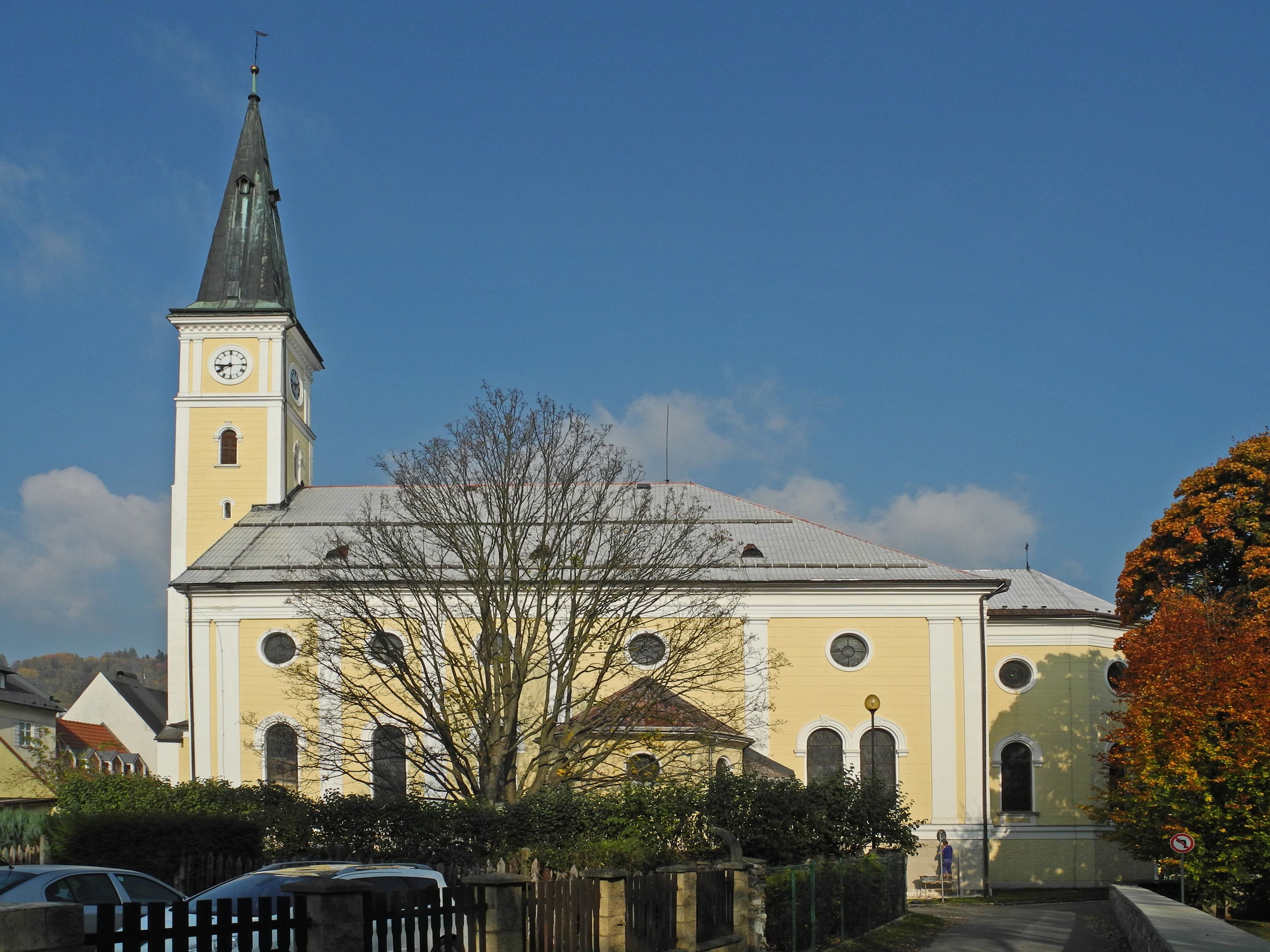
Kościół Wniebowzięcia Najświętszej Maryi Panny (2017)
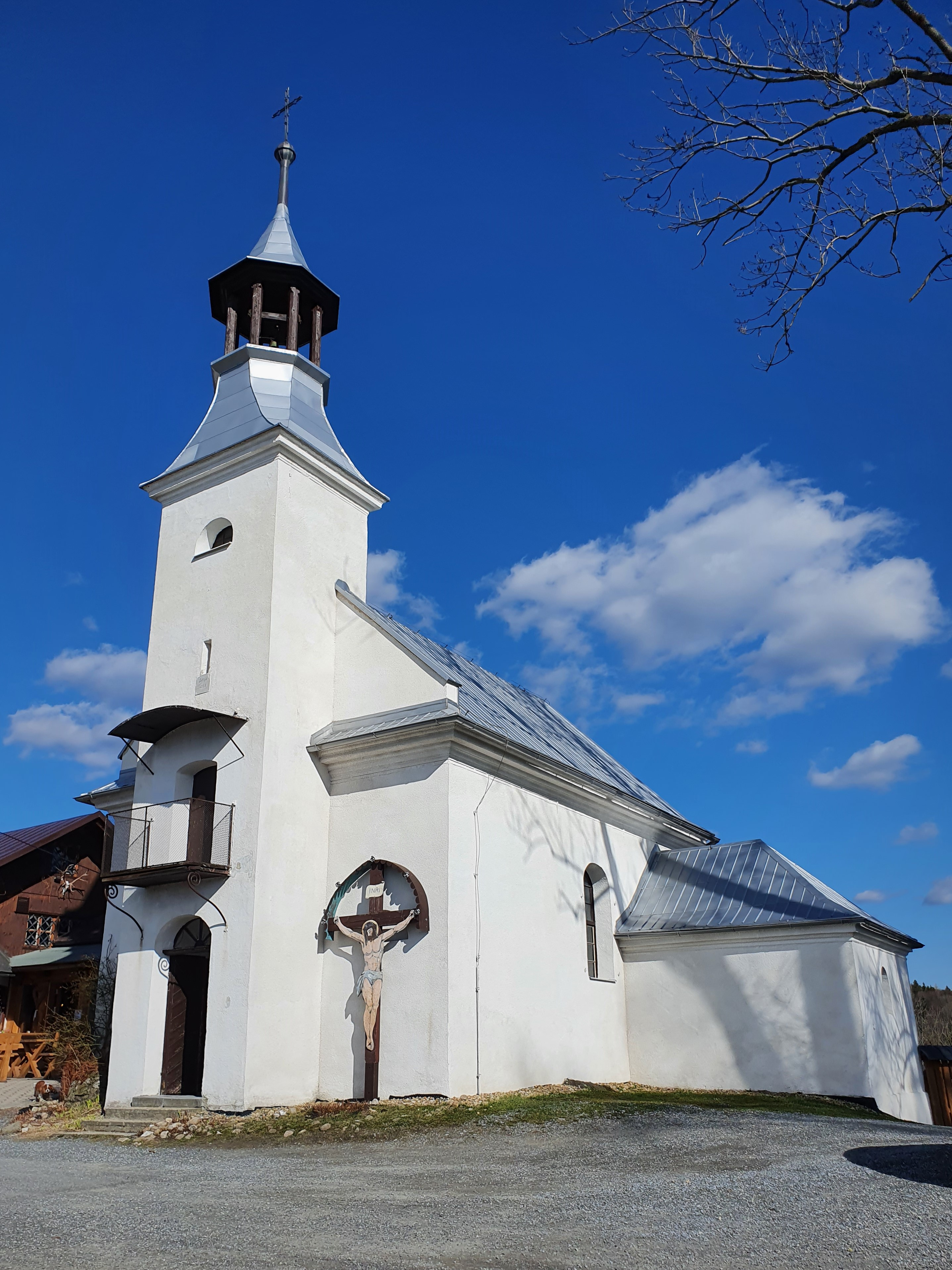
Kaplica św. Anny (2022)
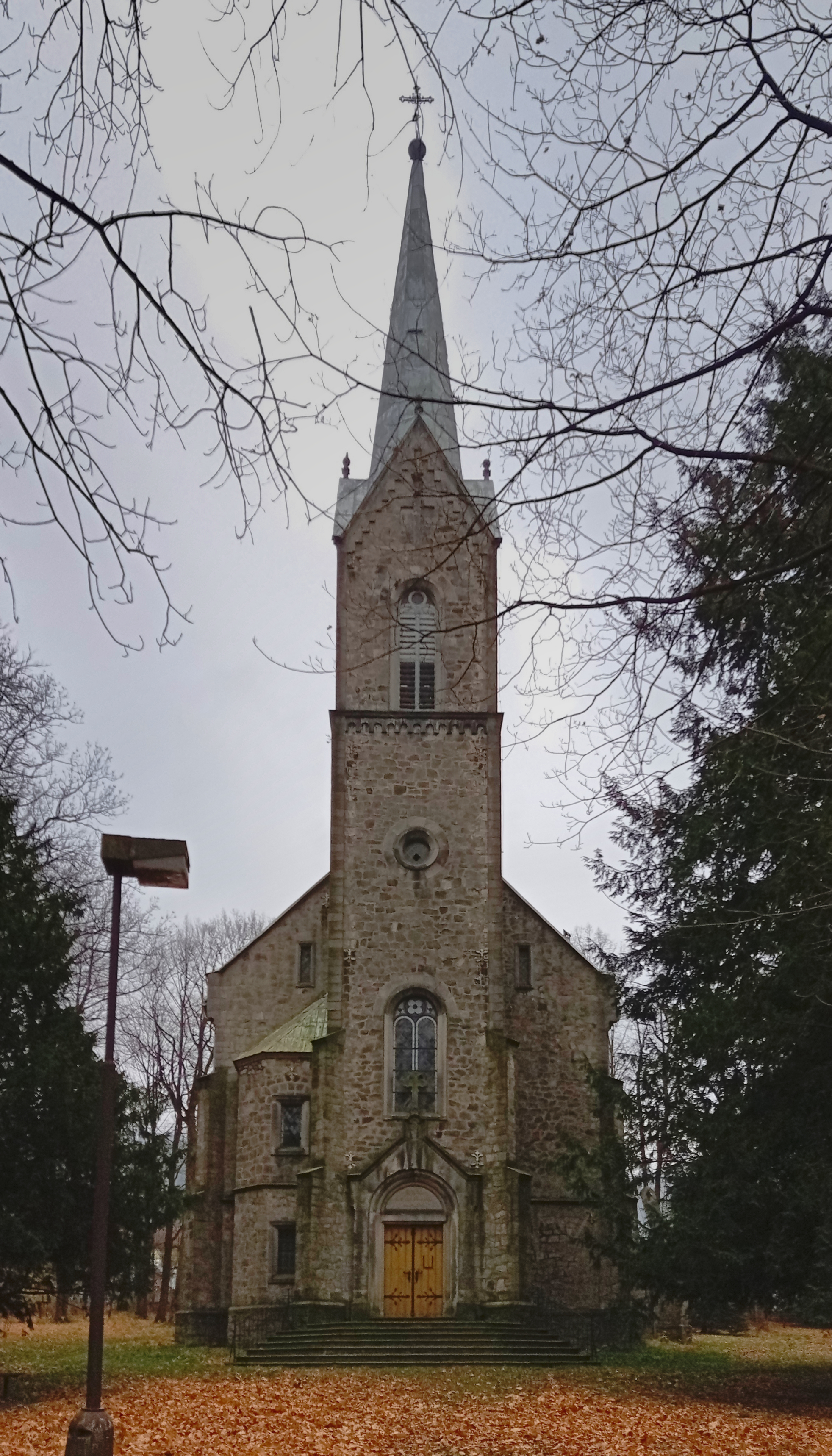
Kościół ewangelicki (2021)
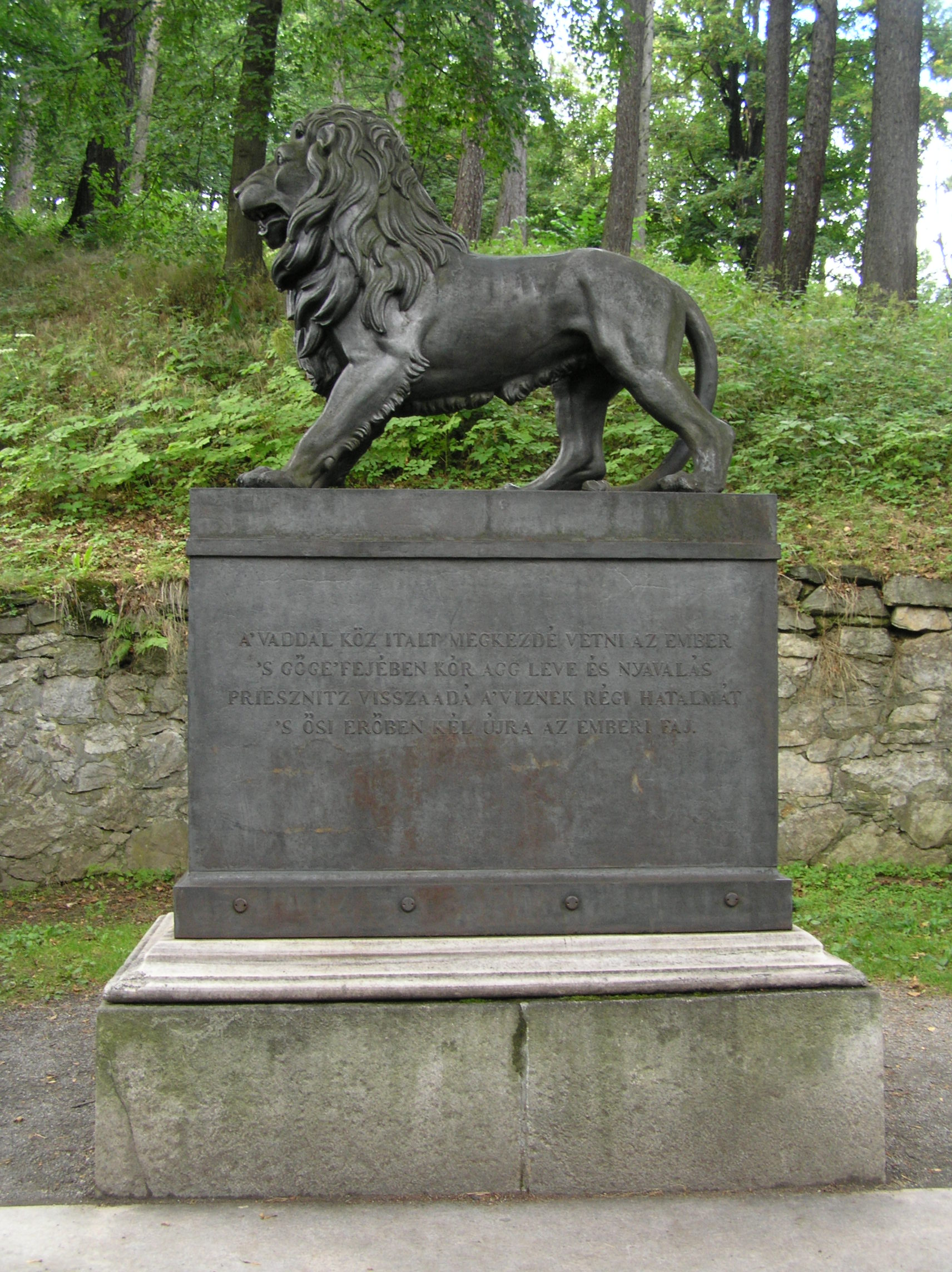
Węgierski pomnik (2013)
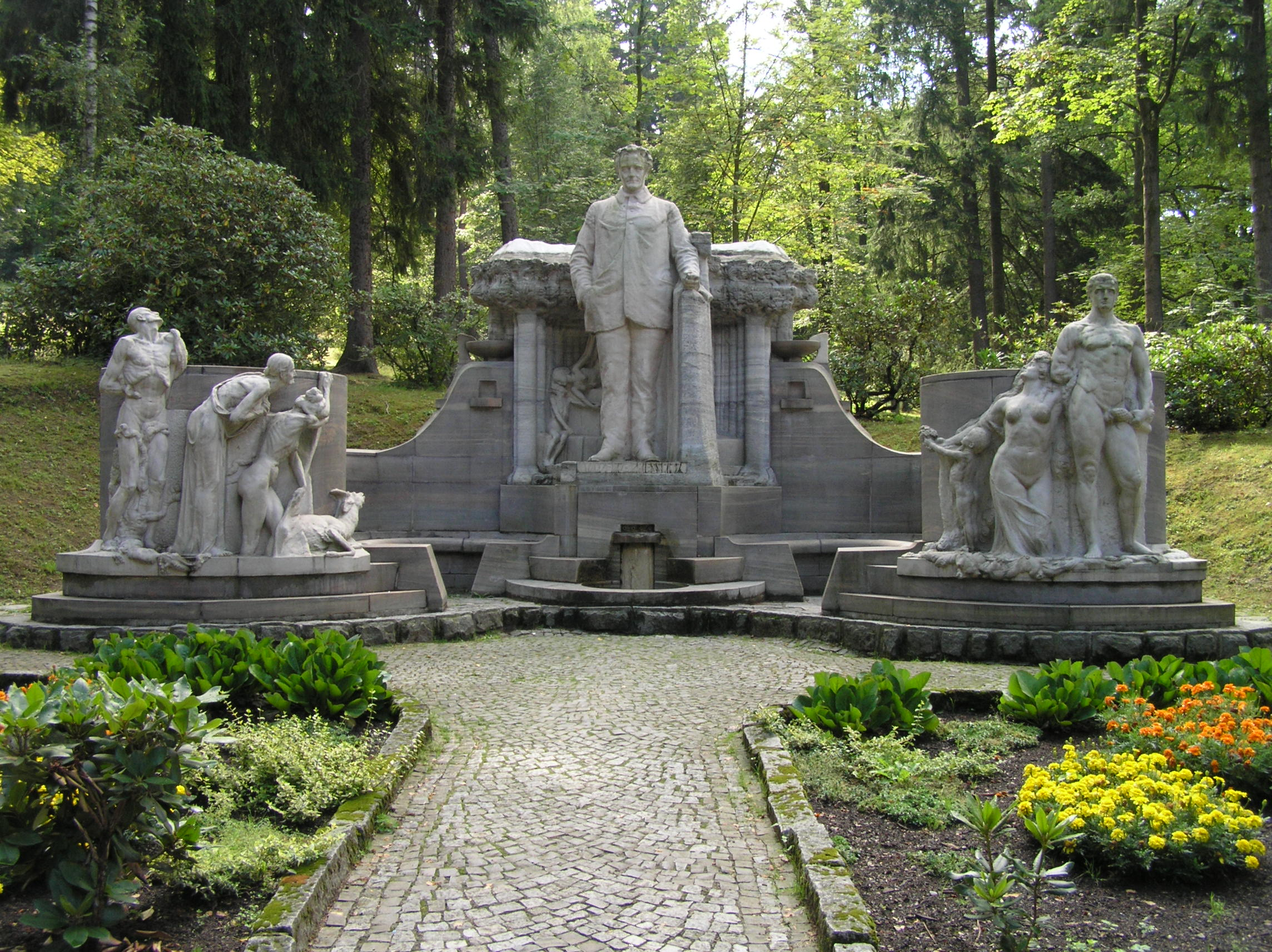
Pomnik Vincenza Priessnitza (2013)